# Walter Norman Haworth
Pour les articles homonymes, voir Haworth.
Walter Norman Haworth (19 mars 1883 à Chorley, au Royaume-Uni - 19 mars 1950 à Birmingham, au Royaume-Uni) est un chimiste britannique, connu surtout pour son travail sur la vitamine C. Il est lauréat de la moitié du prix Nobel de chimie de 1937.

## Biographie
Haworth s'inscrit à l'université de Manchester pour étudier la chimie après avoir travaillé dans l'usine de linoléum dirigée par son père, et ce malgré la forte désapprobation de sa famille. Il se rend en 1909 à Göttingen dans le laboratoire d'Otto Wallach (lauréat du prix Nobel de chimie en 1910), où il obtient son doctorat en 1910.
En 1911, il obtient un poste de démonstrateur à l'Imperial College de Londres. Il se rend en 1912 à Saint Andrews comme maître de conférence, puis à Durham en 1920. En 1925, il devient professeur et directeur du département de chimie de l'université de Birmingham, où il reste jusqu'à sa retraite en 1948.
Les premières recherches de Haworth concernent la structure des terpènes et les glucides. En 1928, il a confirmé ou déterminé la structure d'un grand nombre de sucres. En 1934, il parvient à synthétiser pour la première fois la vitamine C alors qu'il travaille sous la direction du chimiste Edmund Hirst.
La carrière d'Haworth a été récompensée par un grand nombre de distinctions et de prix. En 1937, il est lauréat de la moitié du prix Nobel de chimie (l'autre moitié a été remise à Paul Karrer) « pour ses recherches sur les hydrates de carbone et la vitamine C ». Il est président de la Chemical Society de 1944 à 1946 et vice-président de la Royal Society de 1947 à 1948. Il est titulaire d'un nombre important de doctorats honorifiques, ainsi que de la médaille Longstaff, la médaille Davy et la médaille royale. La projection de Haworth, utilisée pour représenter de manière simple des structures chimiques en trois dimensions, a été baptisée en son honneur. Il est fait Chevalier en 1948.
En 2008, l'Union astronomique internationale a donné le nom de Haworth à un cratère lunaire.